# Optyczne zwielokrotnianie czasowe
Optyczne zwielokrotnianie czasowe (ang. optical time division multiplexing, OTDM) – rodzaj multipleksacji z podziałem czasowym, w którym  multipleksacja i demultipleksacja są wykonywane w sposób optyczny.
W przeciwieństwie do mulitpeksacji elektrycznej TDM, konwersja elektrooptyczna jak i optoelektryczna realizowane są w paśmie podstawowym. Multipleksacji  i demultipleksacji poddawany jest więc już sygnał optyczny.
Przetwarzanie E/O jest realizowane przed zwielokrotnianiem, jeszcze na strumieniach o mniejszej szybkości transmisji. Podobnie konwersja O/E ma miejsce po demultimpleksacji. 
W multipleksacji elektrycznej TDM, przy dużych szybkościach transmisji, istnieje problem ograniczonej szybkości działania układów elektronicznych. Szybkość części elektrycznej układu musi dorównywać szybkości sygnału zwielokrotnionego. 
W przypadku OTDM problem ten znika, gdyż układ elektryczny pracuje tylko w paśmie podstawowym, przed multiplekserem i po demultiplekserze.

## Pierwszy etap procesu
Pierwszym etapem procesu jest próbkowanie sygnału z kanałów pierwotnych. Powstaje ciąg impulsów optycznych charakterystycznych dla kanału pierwotnego. Impulsy te muszą być odpowiednio krótkie oraz posiadać stosunkowo niewielki współczynnik wypełnienia.

## Metody generacji impulsów optycznych
Najczęściej stosowane metody generacji impulsów optycznych to:
- technika wykorzystująca modulatory zewnętrzne sterowane elektrycznie
- technika przełączania zewnętrznego
- technika laserów synchronizowanych
- techniki z wykorzystaniem efektów nieliniowych

## Synchronizacja próbkowania
Ważną częścią całego układu jest synchronizacja próbkowania w kolejnych kanałach pierwotnych. Zapewnia właściwy czas i kolejność pobierania przez multiplekser sygnałów z kanałów. Ma to na celu uniemożliwienie nakładania się na siebie próbek. Wykorzystuje się tu układy opóźniające, których zadaniem jest odpowiednie przesunięcie czasów próbkowania poszczególnych kanałów.

## Literatura
- https://web.archive.org/web/20120227153747/http://www.prz.rzeszow.pl/we/katedry/zsc/materialy/projekty/060.pdf
- https://web.archive.org/web/20050108132935/http://www.ptiwtel.neostrada.pl/artrec/perlicki1%272001.pdf